# Comuna Carastelec, Sălaj
Carastelec (în maghiară: Kárásztelek) este o comună în județul Sălaj, Transilvania, România, formată din satele Carastelec (reședința) și Dumuslău.

## Demografie
Componența etnică a comunei Carastelec
     Maghiari (80,36%)
     Romi (12,07%)
     Români (4,79%)
     Alte etnii (0%)
     Necunoscută (2,78%)
Componența confesională a comunei Carastelec
     Romano-catolici (74,9%)
     Penticostali (9,67%)
     Reformați (5,36%)
     Ortodocși (4,21%)
     Fără religie (2,59%)
     Alte religii (0,48%)
     Necunoscută (2,78%)
Conform recensământului efectuat în 2021, populația comunei Carastelec se ridică la 1.044 de locuitori, în scădere față de recensământul anterior din 2011, când fuseseră înregistrați 1.089 de locuitori. Majoritatea locuitorilor sunt maghiari (80,36%), cu minorități de romi (12,07%) și români (4,79%), iar pentru 2,78% nu se cunoaște apartenența etnică. Din punct de vedere confesional, majoritatea locuitorilor sunt romano-catolici (74,9%), cu minorități de penticostali (9,67%), reformați (5,36%), ortodocși (4,21%) și fără religie (2,59%), iar pentru 2,78% nu se cunoaște apartenența confesională.

## Politică și administrație
Comuna Carastelec este administrată de un primar și un consiliu local compus din 9 consilieri. Primarul, Francisc-Ștefan Faluvégi[*], de la Uniunea Democrată Maghiară din România, este în funcție din 1996. Începând cu alegerile locale din 2024, consiliul local are următoarea componență pe partide politice:
|  | Partid                                 | Consilieri | Componența Consiliului | Componența Consiliului | Componența Consiliului | Componența Consiliului | Componența Consiliului | Componența Consiliului | Componența Consiliului | Componența Consiliului |
|  | -------------------------------------- | ---------- | ---------------------- | ---------------------- | ---------------------- | ---------------------- | ---------------------- | ---------------------- | ---------------------- | ---------------------- |
|  | Uniunea Democrată Maghiară din România | 8          |                        |                        |                        |                        |                        |                        |                        |                        |
|  | Partidul Național Liberal              | 1          |                        |                        |                        |                        |                        |                        |                        |                        |

## Atracții turistice
- Biserica romano-catolică din satul Carastelec

## Imagini

Biserica de lemn din Dumuslău
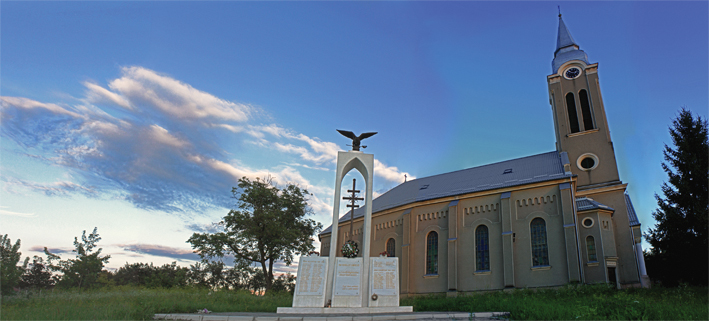
Carastelec